# アンディ・グランダ
アンディ・グランダ（Andy Granda 1992年2月4日- ）はキューバ出身の柔道選手。階級は100kg超級。

## 経歴
2014年のパンナム選手権90㎏級で2位になった。2017年にはパンナム選手権の100㎏級で2位になった。世界選手権の無差別では準々決勝で王子谷剛志を払腰で破るも、準決勝でテディ・リネールに内股で敗れると、3位決定戦でも同僚のアレックス・ガルシア・メンドーサに技ありで敗れて5位に終わった。その後階級を100㎏超級に上げると、2019年のパンアメリカン競技大会で優勝した。2020年にはパンナム選手権で優勝、グランドスラム・パリで3位となった。2021年にはパンナム選手権で2連覇するも、7月に日本武道館で開催された東京オリンピックでは初戦でタジキスタンのテムール・ラヒモフに敗れた。2022年にはパンナム選手権で3連覇した。世界選手権では準々決勝で元世界チャンピオンであるジョージアのグラム・ツシシビリを破るなどして決勝まで進むと、日本の斉藤立に反則勝ちして優勝した。2023年の世界選手権では準々決勝で中立の立場で出場したロシアのイナル・タソエフに敗れるなどして7位だった。パンアメリカン競技大会では2連覇した。2024年の世界選手権では準々決勝でチェコのルカシュ・クルパレクに敗れるなどして5位だった。続くパリオリンピックでも準々決勝で斉藤に技ありで敗れるなどして5位だった。
IJF世界ランキングは2442ポイント獲得で12位(25/4/21現在)。

## 主な戦績
- 2014年 - パンナム選手権　2位(90㎏級)
- 2017年 - パンナム選手権　2位(100㎏級)
- 2017年 - グランプリ・カンクン　3位(100㎏級)
- 2017年 - 世界選手権　5位
- 2018年 - グランプリ・アンタルヤ　3位
- 2018年 - パンナム選手権　3位
- 2018年 - グランプリ・カンクン　2位
- 2019年 - パンナム選手権　3位
- 2019年 - パンアメリカン競技大会　優勝
- 2020年 - グランドスラム・パリ　3位
- 2020年 - パンナム選手権　優勝
- 2021年 - グランドスラム・トビリシ　3位
- 2022年 - グランドスラム・アンタルヤ　3位
- 2022年 - パンナム選手権　優勝
- 2022年 - 世界選手権　優勝
- 2023年 -　グランドスラム・タシケント　3位
- 2023年 -　グランドスラム・トビリシ　3位
- 2023年 -　世界選手権　7位
- 2023年 - パンアメリカン・オセアニア選手権　優勝
- 2023年 - パンアメリカン競技大会　優勝
- 2024年 -　グランプリ・リンツ　2位
- 2024年 -　グランドスラム・トビリシ　3位
- 2024年 - 世界選手権　5位
- 2024年 - パリオリンピック　5位
- 2025年 - グランドスラム・タシケント　3位
- 2025年 - パンアメリカン・オセアニア選手権　優勝

(出典、JudoInside.com)